# كريس ماك (مدرب كرة سلة)
كريس ماك (بالإنجليزية: Chris Mack)‏ هو مدرب كرة سلة أمريكي، ولد في 30 ديسمبر 1969 في كليفلاند في الولايات المتحدة.

## روابط خارجية
- كريس ماك على موقع كلية كرة السلة في سبورتس رفرنس.كوم (الإنجليزية)
- كريس ماك على موقع كلية كرة السلة في سبورتس رفرنس.كوم (الإنجليزية)